# Ketill Þiðrandason
Ketill þrymur Þiðrandason (Thidhrandason, apodado el Recio n. 930) fue un vikingo y bóndi de Arneiðarstaðir, Valþjótstaður í Fljótsdal, Norður-Múlasýsla en Islandia. Era hijo de Þiðrandi Ketilsson. Aparece como personaje de la saga de Njál acompañado de sus hijos Þorvaldur Ketilsson (n. 965) y Þorkell sage Ketilsson (n. 968). También aparece citado en la saga de Fljótsdæla.